# Stade Gaston-Petit
Le stade Gaston-Petit est un équipement sportif de la ville de Châteauroux. Ce stade de 14 500 places, inauguré en 1964, en bordure de l'avenue de La Châtre, a été construit sur l'emplacement du Parc des Sports.
Il héberge les matchs à domicile de La Berrichonne de Châteauroux.

## Histoire
Le projet initial de ce stade date de 1929. Mais  les travaux ne sont lancés que trente ans plus tard en 1959.
L’inauguration officielle du stade municipal intervient le 13 septembre 1964. En 1971 le stade prend le nom de Gaston-Petit, en la mémoire de celui qui fut maire de Châteauroux de 1967 à 1971.
Après l'ajout de tribunes derrière les buts en 1992, le stade fut entièrement rénové à la suite de la promotion de La Berrichonne de Châteauroux en première division en 1997.
Dans la configuration de l'époque, le stade Gaston-Petit pouvait accueillir 17 072 spectateurs (dont 14 500 assis). Le record d’affluence est de 15 896 spectateurs, enregistré le 24 janvier 1998 lors d'un match entre La Berrichonne de Châteauroux et l’Olympique de Marseille. L'affluence moyenne est de 12 274 spectateurs lors de la saison 1997-1998, soit près de 210000 personnes accueillies sur cette saidon en D1 (record du club).
À l’intersaison 2011, le stade Gaston-Petit est équipé d’une pelouse synthétique. La Berrichonne de Châteauroux devient alors le troisième club professionnel français à évoluer sur cette surface après le FC Lorient et l'AS Nancy. Depuis 2017, la pelouse fait l'objet d'une nouvelle technologie hybride.
La fin des places debout vendues en "pelouse" réduit la capacité totale du stade à 14 500 places à la fin des années 2010. Depuis cette reconfiguration, La Berrichonne de Châteauroux a joué un match annoncé "à guichets fermés" le 6 janvier 2023 en coupe de France contre le PSG (14 003 spectateurs).
De nouveaux aménagements ont été permis par la disparition des "pelouses" pour améliorer la qualité du stade : des nouveaux bancs de touche; une loge en bois au bord du terrain d'une capacité de 70 places. Un équipement "unique en Europe" selon Bruno Allègre, l'ancien directeur administratif du club.
Au total, le stade Gaston Petit compte 15 loges (10 fermées et 5 ouvertes), 4 buvettes, 2 boutiques et 1 espace VIP de 1 100 m2. Ce salon des partenaires permet d’accueillir plus de 700 personnes offrant ainsi aux spectateurs la possibilité de terminer la soirée dans des conditions conviviales en présence des joueurs professionnels et du staff technique.

## Utilisations

### Football

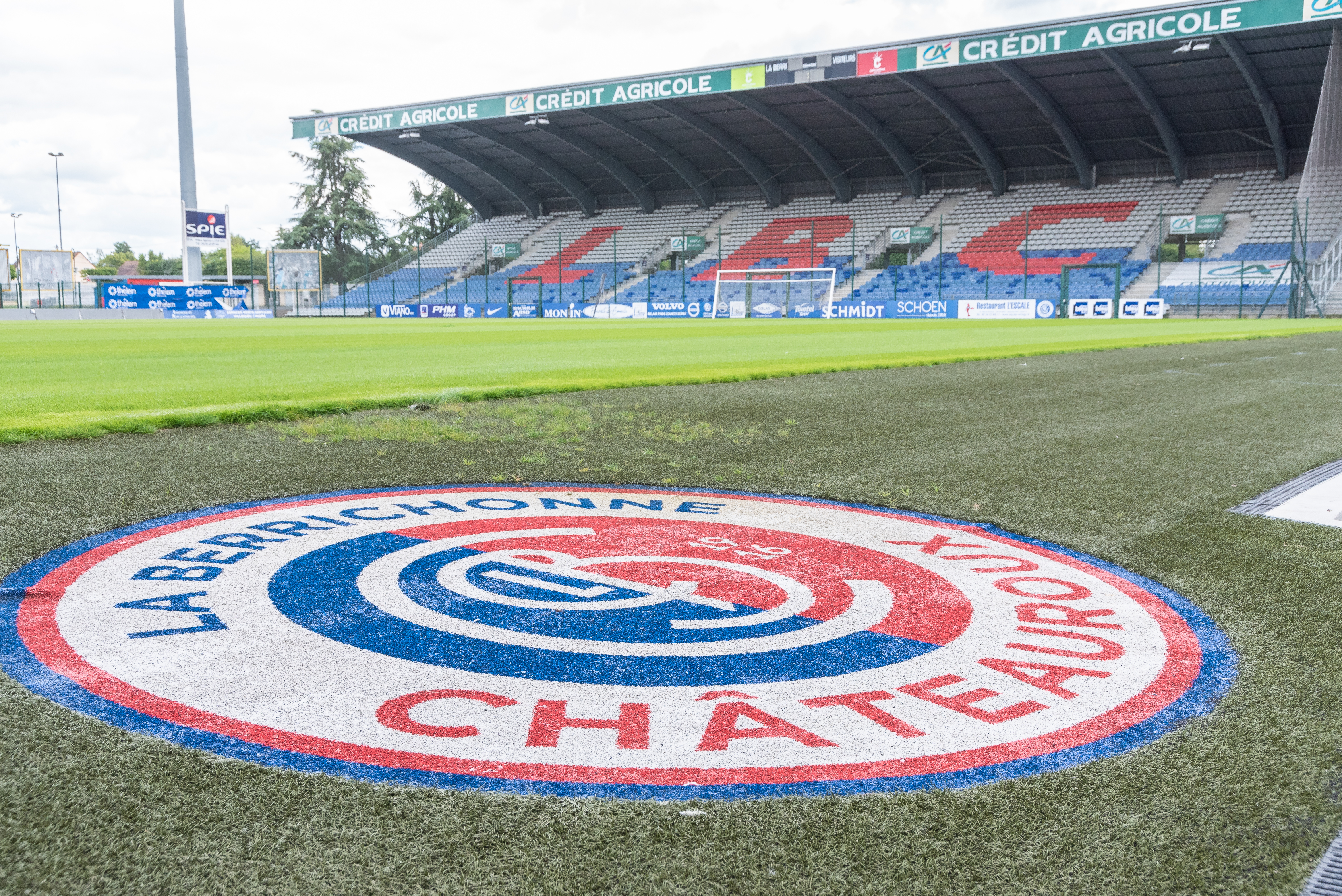

La Berrichonne de Châteauroux
Le stade Gaston Petit a été le théâtre des plus grands exploits à domicile de la Berri. La première finale du championnat de National 1, opposant les vainqueurs des 2 poules, voit Châteauroux battre Guingamp 1 à 0 (but de Patrick Mboma) en 1994 devant 3 000 personnes.
Les 16e de finale de La Coupe de la Ligue 1995 opposent La Berrichonne de Châteauroux (D2) au FCG Bordeaux (D1). Après prolongations Châteauroux s'impose 3 buts à 1. Buts de Garrault (89e), (120e) et Roux (104e) pour Châteauroux. Dugarry (27e) pour Bordeaux. Châteauroux hérite du Stade Rennais, alors en première division, pour les 8e de finale. La Berrichonne ouvre le score par Avenet (2e) avant de se faire rejoindre à la (75e) par Carteron. C'est aux tirs au but (3 t a b à 1) que Châteauroux s'impose devant le Stade Rennais.
En 1997, la Berrichonne de Châteauroux devient championne de France de deuxième division après un match nul contre Le Mans (1-1) devant 7 785 spectateurs.
Lors de la 3e journée du championnat de France de première division, La Berrichonne reçoit le FC Metz devant 11 011 spectateurs. Elle s'inclinera 2 buts à 1. Pour la 24e journée 15 896 spectateurs viennent assister au match entre La Berrichonne de Châteauroux et l'Olympique de Marseille.
Les 8e de finale de la Coupe de la Ligue 2000 opposent Châteauroux (L2) au Paris SG (L1) devant 14 000 spectateurs. Les Parisiens s'imposeront 1 but à 0 sur une frappe de Kaba Diawara (74e).
Pour la Coupe de France 2001, La Berrichonne (L2) s'impose 1-0 contre l'Olympique de Marseille (L1) en 16e de finale devant 15 227 spectateurs.
Les 8e de finale de la Coupe de la Ligue 2001 opposent Châteauroux (L2) au FCG Bordeaux (L1) devant 14 975 spectateurs. Les Berrichons s'imposeront 1 but à 0 sur une frappe de Laquait (40e).
En demi-finale de la Coupe de France 2004, La Berrichonne de Châteauroux (L2) s'impose 2-0 face au Dijon FCO (Nat) sur des buts de Roudet (2e) et Gueï (37e). Il y avait 14 860 spectateurs pour cette demi-finale.
Lors du premier tour de la Coupe de l'UEFA 2005, 13 500 personnes viennent assister au match entre La Berrichonne et le FC Bruges (1-2).

Gaston Petit by night

Le 14 mai 2010, c'est une autre finale inédite qui se joue à Gaston Petit, lorsque Châteauroux reçoit Strasbourg en dernière journée du championnat de France de ligue 2. En cas de nul ou de victoire, Strasbourg se maintient. Mais c'est la Berrichonne qui s'impose et reste en L2, grâce à un doublé de Baby. Les ultras strasbourgeois laisseront le Parcage visiteur dans un triste état.

Pour les 8e de finale de la Coupe de France 2012, Châteauroux (L2) s'incline 0 - 2 face au Montpellier HSC (L1), le futur champion de France, devant 7 713 spectateurs. Sur des buts de Giroud (39e) et Belhanda (90e).
La Berrichonne de Châteauroux (L2) s'incline 2 - 3 face au FCG Bordeaux (L1) en 32e de finale de la Coupe de France 2013. 12 000 personnes ont assisté au match. Ben Khalfallah ouvre le score pour Bordeaux (29e) avant que Châteauroux égalise à la 54e par Claudio Beauvue. Afougou donnera l'avantage aux Berrichons à la 59e, puis Henrique égalise (79e) et Mariano (90e+1) donne la victoire à Bordeaux.
Le match pour le titre de Championnat de National se joue devant 12 247 spectateurs (2e meilleure affluence de la saison) le 19 mai 2017. La Berrichonne de Châteauroux est opposée à Les Herbiers VF (1-1) et décroche un 2ème titre de National devant son public.
La Coupe de France oppose Châteauroux au PSG le 6 janvier 2023 (1 à 3) devant 14 003 personnes. Placé juste après la coupe du monde au Qatar, le PSG se déplace sans la MSN (Messi, Neymar, Mbappé) mais avec le champion olympique Marquinhos, le champion du monde et double champion d'Europe Sergio Ramos, le gardien international Keylor Navas (triple vainqueur de la ligue des champions).
Coupe de France
Le stade Gaston Petit accueille différentes rencontres de coupe lorsque des clubs voisins n'ont pas de stade homologué. En mai 1971, l'AJ Blois dispute un quart de finale contre l'Olympique de Marseille. L'OM s'impose 4 à 2 (buts de Gress, Loubet, Novi et Skoblar) devant plus de 10 000 spectateurs (soit au-delà de la capacité de l'époque).

L'Olympique Lyonnais remporte la coupe de France F en 2019

Le club de quartier de Saint-Christophe Châteauroux (4e division nationale) accueille le Sporting Club de Toulon, alors en première division, en 32ème de finale de la coupe de France en 1991. Devant 4 000 personnes, Philippe Anziani marque le but de la victoire en prolongation pour Toulon (0-1). Enfin, le SO Romorantin accueille le Valenciennes Football Club (Ligue 1) le 20 janvier 2007 en 16ème de finale. Devant 7 204 spectateurs, Valenciennes s'impose 2 à 1 grâce à un but de l'ancien berrichon Steve Savidan et à cause d'un but contre son camp du joueur formé à la Berrichonne de Châteauroux Mickaël Villatte.
Surtout, le stade Gaston Petit est choisi comme stade d'accueil de la finale de la coupe de France féminine de football 2019 qui oppose l'Olympique Lyonnais à Lille OSC. Les lyonnaises remportent leur 8ème coupe de France en s'imposant 3 buts à 1 grâce à des buts d'Amandine Henry, Shanice van de Sanden et Wendie Renard. La rencontre s'est disputée devant 9 518 spectateurs, soit la 2e meilleure affluence pour une finale depuis la création de ce trophée.
Équipes de France et international
Le stade Gaston Petit accueille des rencontres des différentes équipes de France. La plus notable reste la finale du championnat d'Europe U17, où la France s'impose 2 à 1 face à l'Espagne, le 15 mai 2004, grâce à des buts de Kevin Constant et Samir Nasri, contre un but de Gerard Piqué. La dernière rencontre internationale a eu lieu le vendredi 22 mars 2024 dans le cadre de la préparation aux Jeux Olympiques Paris 2024, où le sélectionneur Thierry Henry a procédé a une revue d'effectif.
| Date           | Contexte                        | Match                                  | Score | Affluence |
| -------------- | ------------------------------- | -------------------------------------- | ----- | --------- |
| 15 mai 2004    | Finale Championnat d'Europe U17 | France -17 ans - Espagne -17 ans       | 2 - 1 | 12 500    |
| 8 février 2011 | Match amical                    | France espoirs - Slovaquie espoirs     | 3 - 1 | 11 250    |
| 22 mai 2015    | Match amical                    | France (fém.) - Russie (fém.)          | 2 - 1 | 12 482    |
| 22 mars 2024   | Match amical                    | France espoirs - Côte d'Ivoire espoirs | 3 - 2 | 8 221     |

Le stade Gaston Petit a également été le terrain de jeu d'équipes internationales : lors de la saison 1974/1975, l'équipe national de l'URSS a affronté en match amical la Berrichonne de Châteauroux, pour une victoire 2 à 0. Le 9 mars 1977, c'est l'équipe de la Tchécoslovaquie, qui vient de décrocher le titre de champion d'Europe, qui affronte en amical la Berrichonne de Châteauroux, pour une victoire 6 à 2 des tchèques.
Le Cameroun et la Côte d'Ivoire se sont affrontés en match de préparation, le 11 février 2003. Les Éléphants se sont imposés 3 à 0, sur des buts de Tchiressoua Guel, Didier Drogba et Bonaventure Kalou.
Le 15 mai 2004, le stade Gaston Petit a accueilli le match pour la 3e place du Championnat d'Europe U17 entre le Portugal U17 et l'Angleterre U17 (score final : 4 - 4). Les Portugais s'imposent 3 à 2 aux tirs au but et prennent la 3e place du tournoi.

### Autres
L'avenue de La Châtre longeant le stade Gaston-Petit fut l'arrivée du Tour de France à 5 reprises, en 1998, 2008, 2011, 2021 et 2025. Le sprinteur Mark Cavendish s'est imposé 3 fois ! Cette même avenue a été le lieu d'arrivée de la Châteauroux Classic de l'Indre, course de cyclisme professionnelle.  
Le stade Gaston-Petit fut également le théâtre des championnats de France de duathlon jeunes en 2009, 2010 et 2011 ainsi qu'une manche du Grand Prix de duathlon en 2009 et 2010. Depuis 2021, il accueille les finales D1, D2, D3 des championnats de France de duathlon organisés par l'ASPTT 36 .
Le stade accueillera également une match de rugby de gala entre le Stade Français et le Racing 92 le samedi 23 Août 2025.
Les entreprises et associations peuvent louer l'espaces VIP ou les loges pour des évènements professionnels. La boutique principale, située Avenue Pierre de Coubertin, est ouverte au public du mardi au samedi.
Le stade se visite dans le cadre du programme Secrets de Fabrique porté par l'Agence d'Attractivité de l'Indre. Il est possible de faire une visite virtuelle  à 360° du stade et de la boutique à partir de la Google Maps de La Berrichonne Football grâce à The Place By CCI 36.
Dans un toute autre contexte, le stade a servi de lieu de cérémonie en hommage à Matisse, un jeune de 15 ans tué au couteau, le mardi 7 mai 2024.

## Moyens d'accès
L'entrée principale du stade est desservie par l'avenue Pierre-de-Coubertin. Les tribunes Crédit Agricole et Intermarché sont accessibles via l'avenue de La Châtre tout comme le parcage visiteur.
Le stade est desservi par le réseau Horizon Bus de Châteauroux Métropole via les lignes 2, 9 et 15 (arrêts Coubertin et Gaston-Petit).

## Projets
Un projet de rénovation du stade Gaston-Petit est mise à l'étude par le groupe Loft en 2007. Celui-ci devait transformer le stade et son voisinage en un complexe Gaston-Petit. Le projet comprenait une fermeture des virages ainsi que de nouvelles loges pour une capacité de 20 000 places. Il fut finalement abandonné en 2009 en raison des problèmes financiers du groupe dus à la crise économique de 2008.
Le stade a finalement connu un lifting entre 2018 et 2022, en même temps que le siège social et le centre d'entraînement et de formation de la Berrichonne de Châteauroux sortait de terre, juste derrière la Tribune Intermarché.

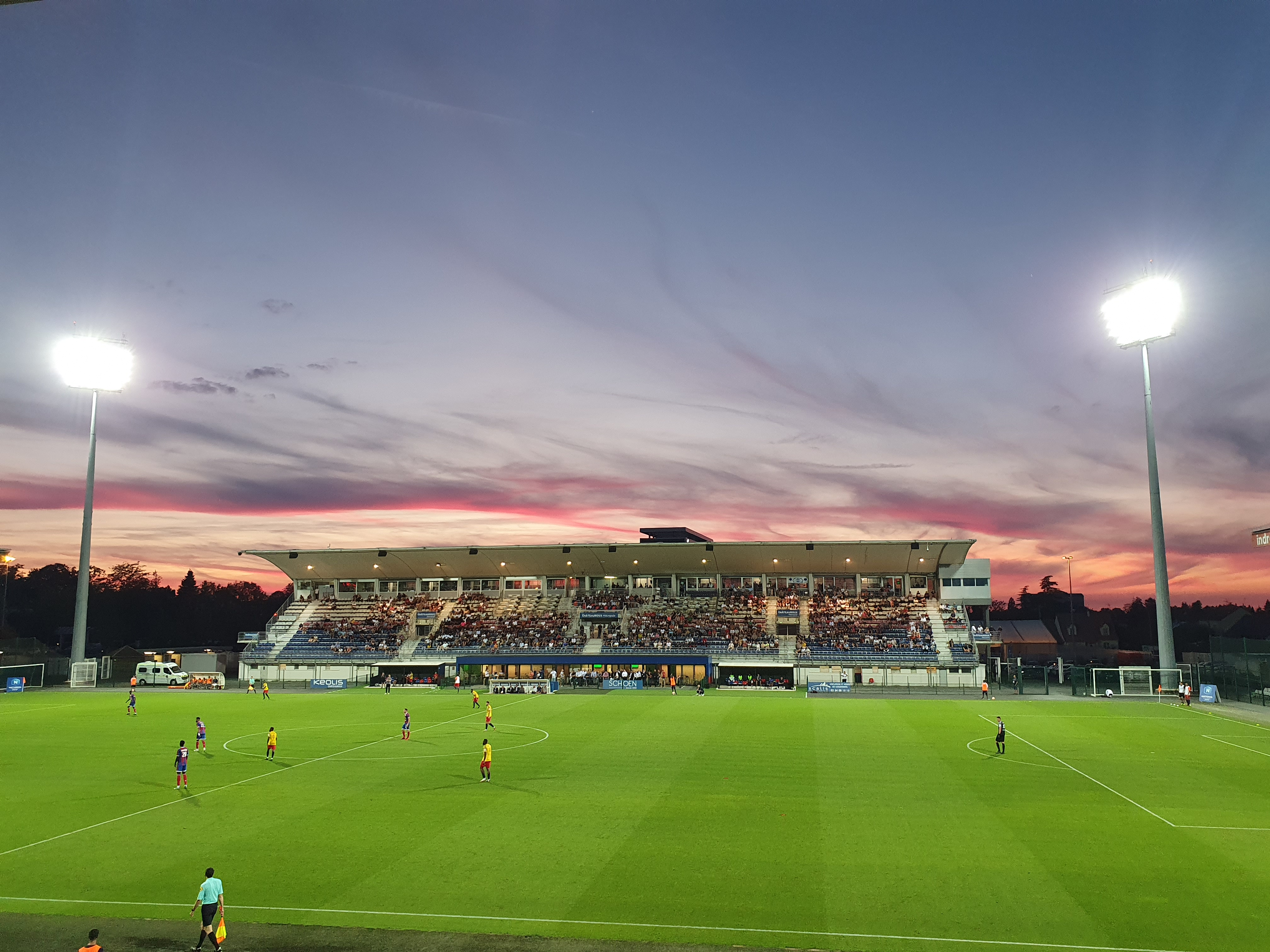
La loge terrain d'une capacité de 70 places a été inaugurée en 2021

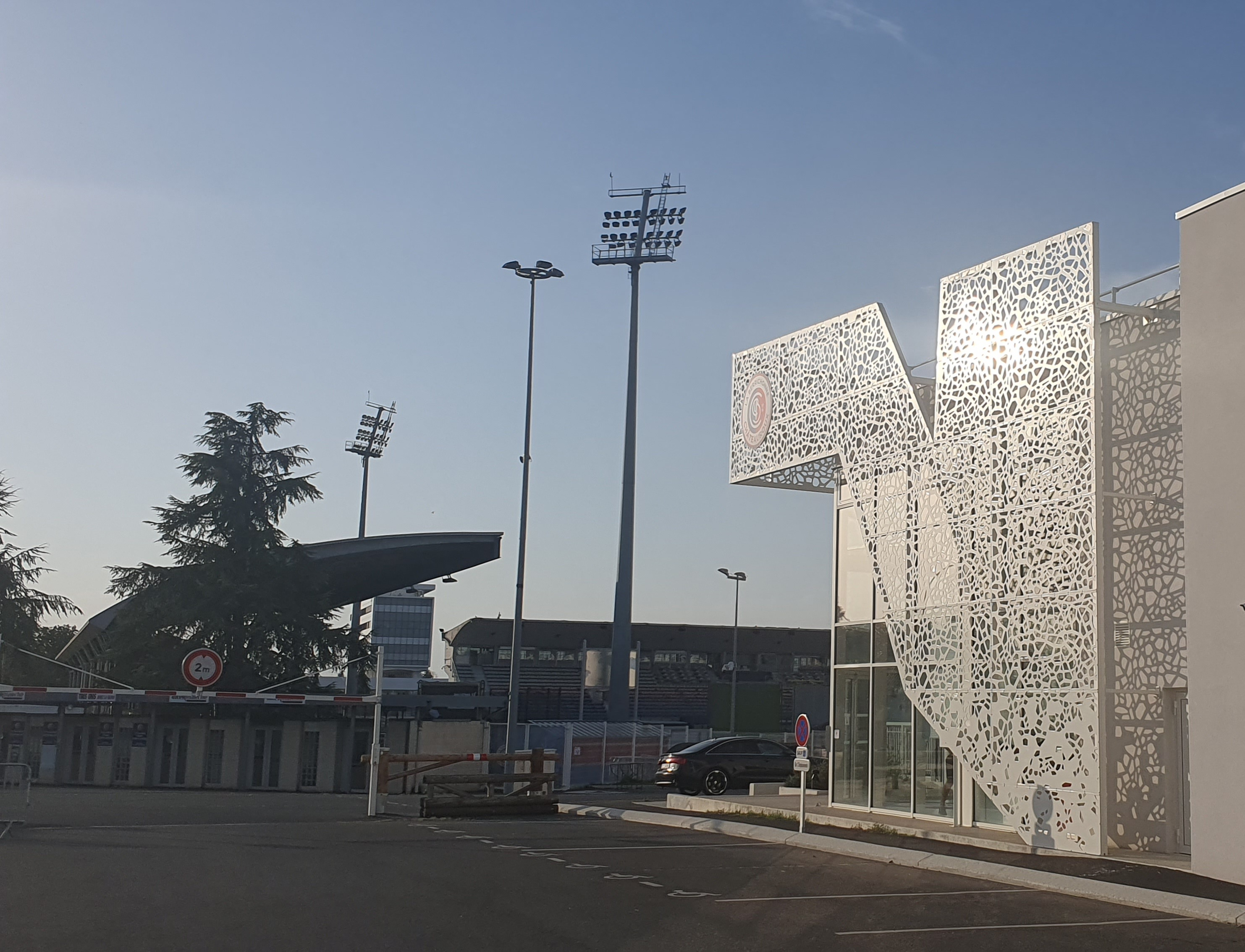
Le siège social, centre de formation et d'entraînement complète le "complexe Gaston Petit" depuis 2022

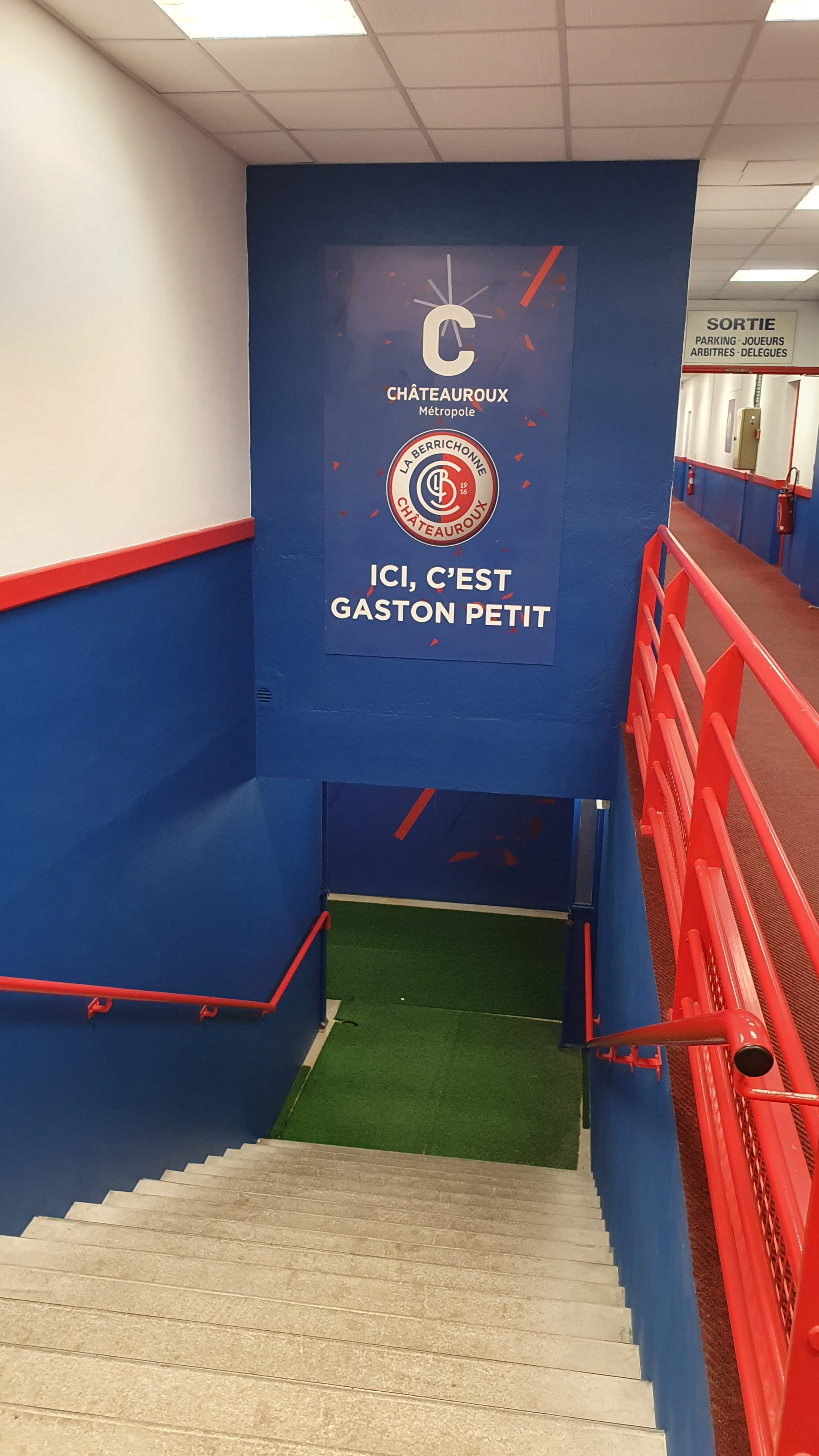
L'accès au terrain, les vestiaires comme les abords du stade sont relookés